# Ocupação das repúblicas bálticas
A Ocupação das Repúblicas Bálticas ocorreu entre junho de 1940 e a década de 1990, período em que Estônia, Letônia, e Lituânia foram ocupadas pela União Soviética, e o período de 1941 a 1945 (Segunda Guerra Mundial) quando a ocupação soviética foi substituída pela ocupação da Alemanha Nazista.
A atual Rússia continua sustentando que a anexação soviética dos países bálticos foi legal e que a União Soviética os libertou dos nazistas, desconsiderando o fato de que eles, os soviéticos , haviam ocupado o Báltico de acordo com os termos do Pacto Molotov-Ribbentrop entre Adolf Hitler e Josef Stalin.

## Ocupação soviética

Fronteiras marcadas pelo pacto Ribbentrop-Mólotov, e mapa das fronteiras às que se chegou realmente em 1939.

Pouco antes do princípio da Segunda Guerra Mundial, em 23 de agosto de 1939, a Alemanha Nazi e a União Soviética firmaram um tratado de não agressão conhecido como o Pacto Molotov-Ribbentrop. O pacto continha um apêndice secreto pelo qual Alemanha e União Soviética dividiram o Leste Europeu em esferas de influência: Finlândia, Estônia e Letônia e, segundo um ajuste posterior, Lituânia na zona soviética, enquanto que Polônia foi dividida entre as duas potências.
Depois da ocupação e partição da Polônia, a União Soviética começou a pressionar a Finlândia, Estônia, Letônia, e Lituânia para aceitar as bases militares soviéticas em seu solo. Finalmente todos os estados exceto a Finlândia firmaram pactos "de defesa e ajuda mútua", o que permitiu à União Soviética colocar tropas em seu território. Em outubro de 1939, 25 000 soldados soviéticos marcharam para a Estônia, 30 000 para a Letônia, e 20 000 para a Lituânia. Estas forças militares superavam de longe os exércitos de cada país.
Em 11 de outubro de 1939, Lavrenty Beria deu a ordem "de acabar com os elementos antissoviéticos e antissocialistas" nesses países. A polícia militar soviética fez suas primeiras detenções. Depois de estabelecer unidades do Exército Vermelho nos países do Báltico, a União Soviética tratou de ocupar a Finlândia pela força, o que provocou a Guerra de Inverno de 1940, mas teve que conformar-se com a anexação da Carélia finlandesa e a renda de uma base isolada em Hanko, no cabo sudoeste da Finlândia continental.
A primavera de 1940 viu a invasão alemã da Dinamarca e Noruega, assim como uma campanha pela Holanda até a França (veja Batalha da França). A agressão direta soviética contra os países bálticos ocorreu entre 14 e em 17 de junho de 1940, quando a atenção do mundo estava centrada nas ações militares na Europa Ocidental, onde Paris caiu ante os alemães em 14 de junho.
Ameaçando com uma invasão e acusando a Estônia, Letônia e Lituânia de violar os termos dos pactos de ajuda mútuos, assim como de formar uma conspiração contra a União Soviética, esta apresentou um "ultimatum" a cada país, exigindo novas concessões, que incluíram a substituição de governos e permissão de entrada em seus territórios de um número ilimitado de tropas soviéticas. Em condições de isolamento internacional, os governos concordaram com as exigências sem oferecer resistência militar alguma, e em poucos dias os países foram invadidos e ocupados por várias dezenas de milhares de soldados do Exército Vermelho. Alguns dias mais tarde, conduzidos pelos assessores próximos de Stalin, os partidários comunistas locais e outros vindos da Rússia, proclamaram os governos do novo "povo" nos três países ocupados.
No mês seguinte, eleições parlamentares fraudulentas foram organizadas por comunistas locais leais à União Soviética e todos os candidatos não comunistas foram desqualificados.
Os resultados da eleição foram completamente forjados: o serviço de imprensa soviética os divulgou antes do encerramento do pleito, com a consequência de que haviam sido publicados em um jornal de Londres cerca de 24 horas antes da votação acabar. O resultado foi o de três países do Báltico possuírem maiorias comunistas em seus parlamentos, e em agosto, apesar das garantias dadas antes das eleições de que nenhum ato desse tipo aconteceria, eles simplesmente apresentaram uma solicitação ao governo soviético para se afiliarem à União Soviética. As três repúblicas foram formalmente anexadas pela União Soviética.
Imediatamente depois das eleições, as unidades da NKVD sob o comando de Ivan Serov, detiveram mais de 15 000 "elementos hostis" e membros de suas famílias. No primeiro ano da ocupação soviética, de junho de 1940 a junho de 1941, o número de executados, recrutados ou deportados foi de pelo menos 124 467 pessoas: 59 732 na Estônia, 34 250 na Letônia, e 30 485 na Lituânia, incluindo milhares de antigos emigrantes bielorrussos, assim como muitos delinquentes comuns e prostitutas. Esse contingente incluiu oito antigos chefes de Estado e 38 ministros da Estônia, três antigos chefes de Estado e 15 ministros da Letônia, e o presidente atual, cinco primeiros-ministros e outros 24 ministros da Lituânia. A última operação limpadora de grande escala foi planejada para a noite de 27-28 de junho de 1941, mas ela foi atrasada durante vários anos pela invasão alemã (Operação Barbarossa). Segundo o historiador Robert Conquest, as deportações seletivas dos países do Báltico representaram a política "da decapitação da nação removendo seus porta-vozes", "como devia ser claramente o motivo para o massacre de Katyn". Os exércitos dos países bálticos mantiveram seu uniforme e a maioria dos chefes. Muitos morreram heroicamente defendendo a URSS durante a Segunda Guerra Mundial.
Entre julho e agosto de 1940, representantes estonianos, letões e lituanos fizeram protestos oficiais nos Estados Unidos e no Reino Unido contra a ocupação e anexação soviética de seus países. Os Estados Unidos, de acordo com os princípios da Doutrina Stimson (Declaração de Sumner Welles em 23 de julho de 1940), assim como a maior parte dos outros países ocidentais nunca reconheceram formalmente a anexação, mas não interferiram diretamente com o controle soviético. Os países do Báltico seguiram sua existência de jure, de acordo com a lei internacional. Suas representações diplomáticas e consulares seguiram funcionando entre 1940 - 1991 em alguns países ocidentais (Estados Unidos, Austrália, Suíça).
Os membros dos serviços diplomáticos estonianos, letões e lituanos em países ocidentais seguiram formulando e expressando a opinião oficial da Estônia, Letônia e Lituânia, e protegeram os interesses destes países e de seus cidadãos no estrangeiro entre 1940-1991, até a restauração da independência dos países do Báltico.
Os acontecimentos nas repúblicas bálticas não foram isolados. Na Finlândia e na península escandinava, as grandes potências exigiram concessões que infringiam sua neutralidade ou soberania: a Alemanha havia pressionado a Suécia para conceder direitos de trânsito de material e transporte de pessoas entre a Noruega e os portos do sul da Suécia durante os enfrentamentos nesse país, e havia o conseguiu depois da derrota da Noruega. Imediatamente a partir de então, a União Soviética começou a pressionar a Finlândia pelos direitos de transporte terrestre entre a base naval de Hanko e a fronteira soviética, estabelecida como uma concessão finlandesa no Tratado de Paz de Moscou, assim como para o controle das minas de níquel de Petsamo.

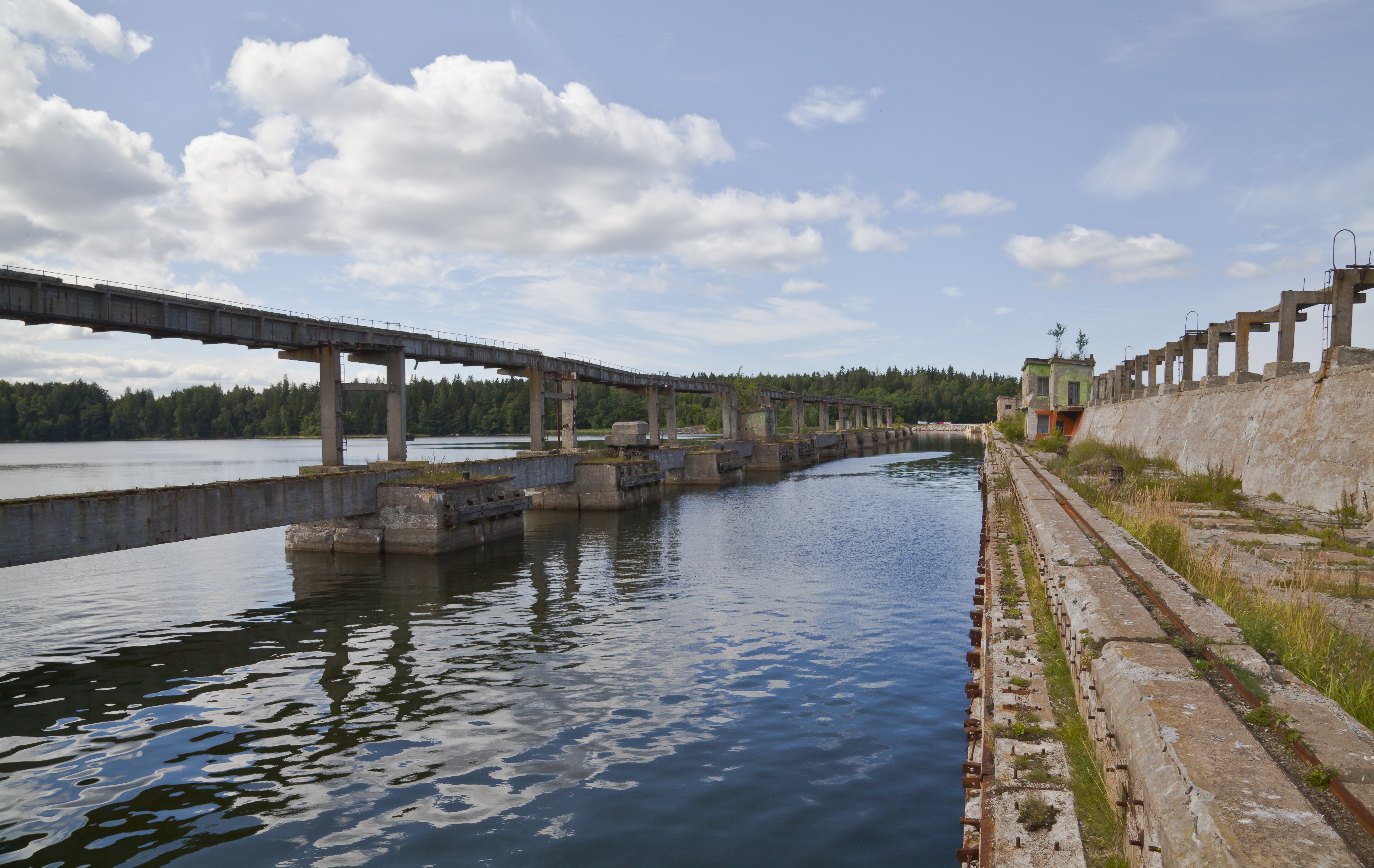
Antiga base submarina soviética na Estônia.

Em agosto, a Finlândia concedeu direitos de passagem a tropas alemães que viajavam entre a Noruega do Norte e os portos do golfo de Bótnia em um esforço diplomático para melhorar as relações com a Alemanha Nazi que haviam sido frias desde meados dos anos 1930, devido a diferenças ideológicas, o que foi claramente demonstrado quando o Terceiro Reich não intercedeu pela Finlândia ante a União Soviética durante a Guerra de Inverno. A Finlândia então começou a incrementar os contatos políticos com a Alemanha, que foram vistos como a única esperança contra a ocupação soviética. Em setembro, Finlândia e a União Soviética chegaram a um acordo em Hanko.
Quando o Ministro de Assuntos Exteriores soviético, Vyacheslav Molotov, em novembro de 1940, solicitou a aceitação alemã e o apoio passivo à invasão da Finlândia, Hitler recusou-se a concedê-la, ao ver a Finlândia como um aliado potencial na planejada invasão da União Soviética. As negociações pelas minas de Petsamo pararam durante vários meses, até que o apoio alemão indireto permitiu que os finlandeses continuassem as negociações.

## Ocupação alemã
A Alemanha ocupou os países do Báltico depois da invasão da União Soviética em 1941 durante a Operação Barbarossa. A política alemã na área também era dura, culminando no Holocausto nas terras bálticas. As autoridades de ocupação alemãs colaboraram com partes da população local na área que, sobretudo nas primeiras etapas da ocupação, viu nos alemães uma possibilidade de evitar a dominação pela URSS e os comunistas. Quando se tornou claro que os nazistas não concordariam com o restabelecimento da estrutura do Estado independente e a ocupação se fez cada vez mais brutal, a população local se voltou contra os alemães.
Os nazistas enquadraram todos os países do Báltico (exceto Memel (atual Klaipeda) região anexada à Grande Alemanha em 1939) e a maior parte da Bielorrússia no Reichskommissariat Ostland, uma colônia na qual as quatro nacionalidades predominantes tinham pouco papel na forma de governo. Heinrich Lohse, um político nazista alemão, foi Reichskommissar até sua fuga durante o avanço soviético.
Um dos projetos nazistas para a colonização dos territórios conquistados no Leste, conhecido como Generalplan Ost, requeria a deportação de aproximadamente dois terços da população nativa dos territórios dos países do Báltico em caso de uma vitória alemã. O terço restante devia ser ou exterminado in situ, usados como trabalhadores escravos ou germanizados em caso de ser suficientemente arianos, enquanto centenas de milhares de residentes alemães deviam ser transferidos aos territórios conquistados.

## Reocupação soviética
A União Soviética ocupou de novo os países do Báltico como parte da Operação Ofensiva Estratégica Báltica, uma operação militar e política em duas fases para derrotar às forças alemães "e libertar os povos bálticos soviéticos". Começou em 1944 e durou até a capitulação das forças alemãs e letãs no cerco da Curlândia em maio de 1945, e eles foram gradualmente absorvidos pela União Soviética. Em 12 de janeiro de 1949 o conselho de ministros soviético publicou um decreto sobre "a expulsão e deportação" dos bálticos "de todos os kulaks e suas famílias, as famílias de bandidos e nacionalistas", e outros. Se estima que mais de 200 000 pessoas foram deportadas do Báltico entre 1940 e 1953. Além disso, pelo menos 75 000 foram enviados ao Gulag. Dez por cento da população báltica adulta foi deportada ou enviada a campos de trabalho.

## Considerações históricas
Na Europa do Norte, o destino dos pequenos países durante a Segunda Guerra Mundial variou bastante. Dinamarca e Noruega foram ocupadas pela Alemanha; a Suécia teve que fazer algumas concessões, mas com uma política exterior hábil e militares capazes, foi capaz de se manter fora da guerra.
Estônia, Letônia e Lituânia foram ocupadas e anexadas pela União Soviética e levaram 50 anos para recobrarem sua independência. A Finlândia, que geograficamente estava na posição menos vantajosa que a Suécia, teve que suportar duas guerras: a (Guerra de Inverno e a Guerra da Continuação) com perdas de territórios, e teve de conduzir sua política exterior em favor da União Soviética depois da guerra (finlandização), mas manteve o sistema político democrático independente e capitalista depois da Segunda Guerra Mundial.